# Krogulec malgaski
Krogulec malgaski (Tachyspiza francesiae) – gatunek ptaka drapieżnego z rodziny jastrzębiowatych (Accipitridae), zamieszkujący Madagaskar i Komory. Nie jest zagrożony wyginięciem.
Morfologia
Grzbiet ma odcień ciemnoszary. Głowa jest jaśniejsza, ogon szary, klatka piersiowa i brzuch białe w szaro-rude, niewyraźne paski. Osobniki tego gatunku osiągają długość 21–29 cm, a rozpiętość ich skrzydeł wynosi 40–54 cm.
Podgatunki i zasięg występowania
Wyróżnia się cztery podgatunki T. francesiae:
- T. francesiae francesiae A. Smith, 1834 (krogulec malgaski[2]), występujący na Madagaskarze,
- T. francesiae griveaudi Benson, 1960, występujący na Wielkim Komorze,
- T. francesiae pusillus (Gurney Sr, 1875), występujący na Anjouan,
- T. francesiae brutus (Schlegel, 1865) (krogulec komorski[2]), występujący na wyspie Majotta.

Podgatunki z Komorów niekiedy wydziela się do osobnego gatunku ze względu na sporo mniejszy rozmiar w porównaniu z podgatunkiem nominatywnym zamieszkującym Madagaskar.
Ekologia i zachowanie

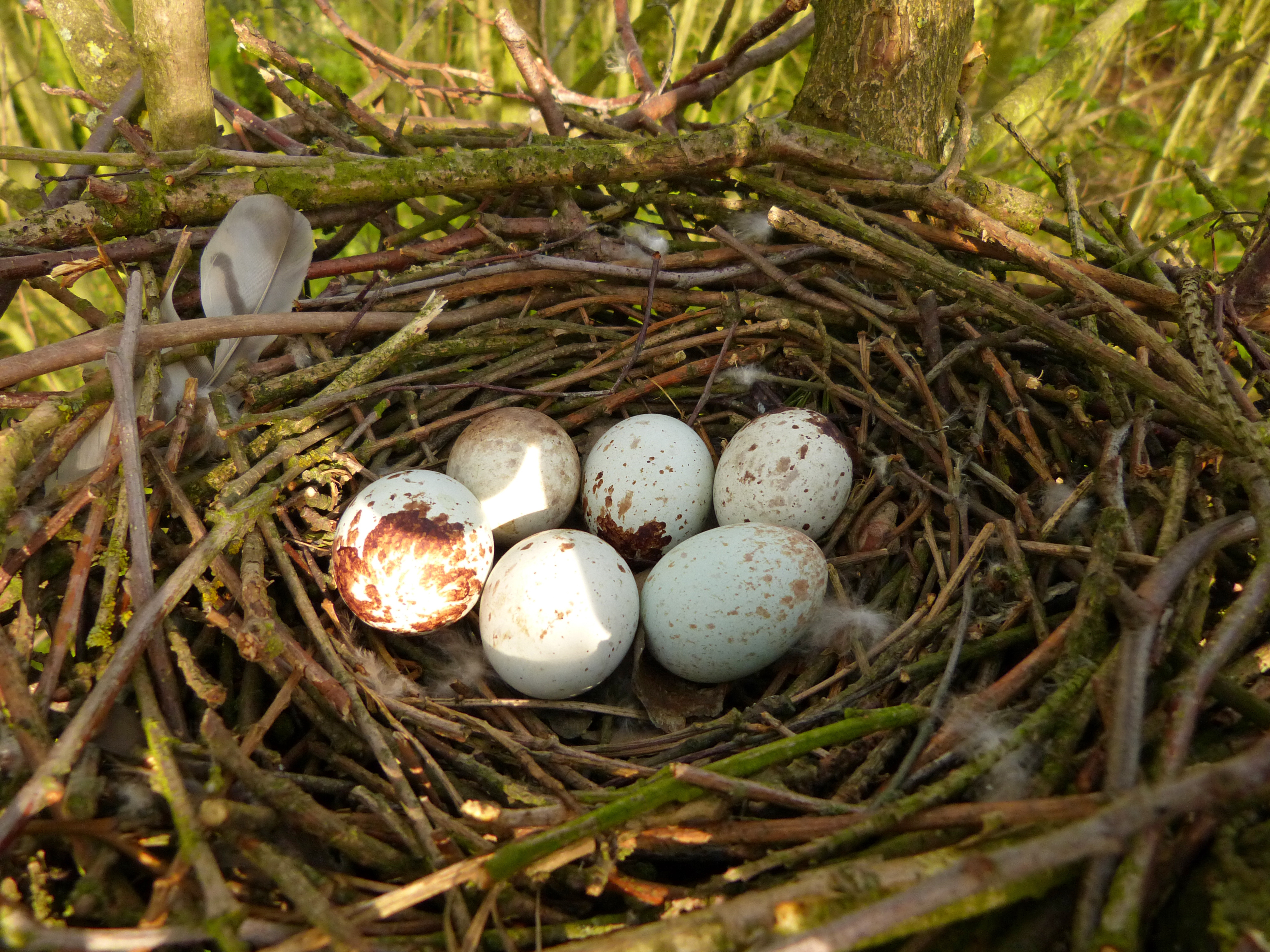
Gniazdo z jajami

Krogulce malgaskie żyją w lasach wszystkich typów, na plantacjach palm kokosowych, kawy, kakao, agawy i drzew owocowych, a także w parkach i dużych ogrodach. Żywią się niewielkimi ssakami, mniejszymi ptakami, żabami, jaszczurkami i dużymi owadami. Polują z ukrycia, po dostrzeżeniu ofiary łapiąc ją na ziemi bądź w powietrzu.
Status
Międzynarodowa Unia Ochrony Przyrody (IUCN) uznaje krogulca malgaskiego za gatunek najmniejszej troski (LC – least concern) nieprzerwanie od 1988 roku. Trend liczebności populacji uznaje się za stabilny.